# NK Zepce
Maillots
Le NK Žepče est un club de football bosnien basé à Žepče, fondé en 1919.

## Bilan sportif

### Palmarès
- Première ligue de la fédération de Bosnie-et-Herzégovine
  - Champion : 2002

### Bilan européen
Note : dans les résultats ci-dessous, le score du club est toujours donné en premier
| Saison    | Compétition | Tour           | Club              | Domicile | Extérieur | Total |
| --------- | ----------- | -------------- | ----------------- | -------- | --------- | ----- |
| 2005-2006 | Coupe UEFA  | Premier tour Q | Bashkimi Kumanovo | 1 - 1    | 0 - 3     | 1 - 4 |

Légende
- Victoire ou qualification pour le tour suivant
- Match nul
- Défaite ou élimination de la compétition